# Ваза з Нептуном і тритонами
Ваза з Нептуном і тритонами — зразок мистецтва уславленого італійського скульптора і медальєра Массіміліано Сольдані доби пізнього італійського бароко.
Массіміліано Сольдані, нащадок аристократичних родин Бенци та Сольдані, рано виявив художні здібності. Дитинство і юність провів в маєтку батьків, де ліпив фігурки з глини. Ченці з сусіднього монастиря прознали про талановитого хлопця і познайомили його із технікою виготовлення кераміки та з приготуванням кольорових глазурей.
Родич Сольдані сприяв влаштуванню племінника в майстерню Бальдассаре Франческіні. На творчу манеру найкращого з учнів Франческіні і майбутнього скульптора вплинув Йосип Аррігі. Вже через два роки герцог Тосканський, меценат і багатій, сприяв влаштуванню молодого земляка в Рим, в художню школу, котру організували художник Чіро Феррі та скульптор Ерколе Феррата. За чотири роки стажування в Римі Массіміліано Сольдані виробився в майстерного скульптора, котрий віртуозно працював із кабінетною бронзою і технікою втраченого воску. Він став відомий через серію портретних медалей для представників аристократичних римських родин.
Герцог Тосканський запросив молодого митця повернутися у Флоренцію, де запропонував працювати на монетному дворі. Про талановитого медальєра прознали в Парижі і запросили на працю у Францію. Серед творів паризького періоду — медаль на честь короля Франції Луї XIV. 

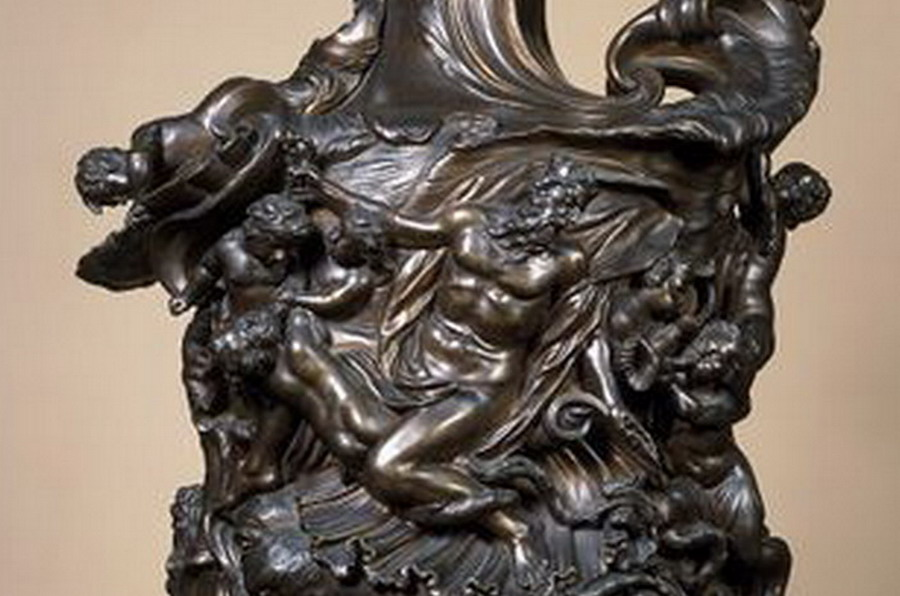
Деталь бронзової вази з Нептуном, бл. 1695 р.

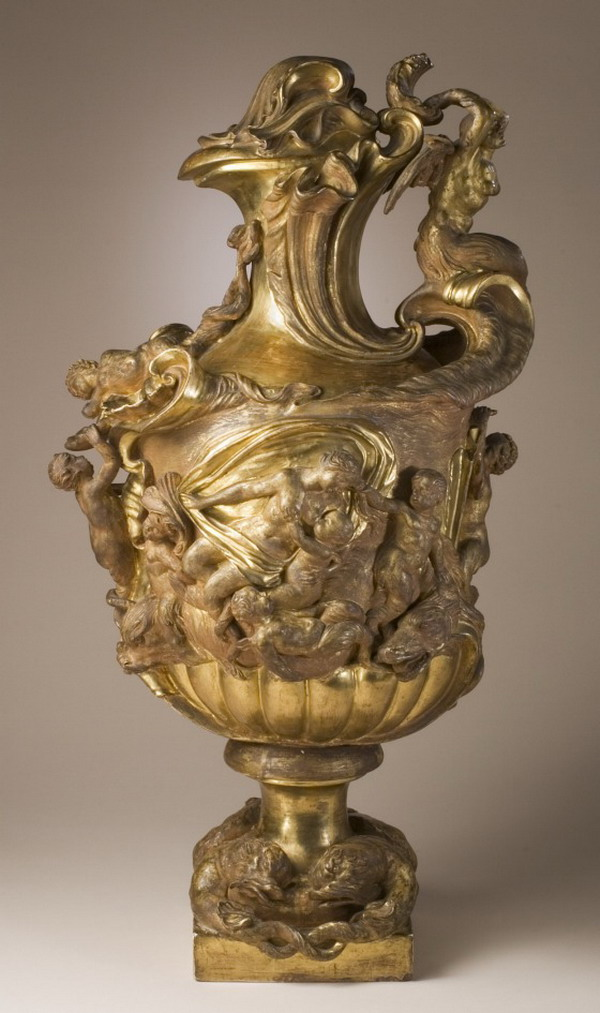
Ваза з Галатеєю. Золочена теракота. Лос-Анжелес.

Але митець брався не тільки за мініатюрні твори. Так, в техніці втраченого воску він виготовтив дві бронзові декоративні вази з міфологічними сюжетами — «Вазу з Нептуном і тритонами » та «Ваза з Амфітрітою і нереїдами». Темпераментна манера праці митця в бронзі нагадувала художню манеру іншого видатного скульптора, флорентійця за походженням, Карло Бартоломео Растреллі, теж видатного декоратора і віотуоза техніки втраченого воску.
Поява ваз — наслідок давньої традиції прикрашати ними сади і паркові споруди. Низку нових варіантів ваз запропонували і нові дизайнери доби маньєризму і бароко, які розійшлися країнами Європи в численних малюнках і гравюрах. Массіміліано Сольдані створив абсолютно власні варіанти нових ваз, кожен раз міняючи сюжет рельєфів.
Італійське бароко багато чого запозичило з доби маньєризму — композиції з численними персонажами, бурхливі рухи, патетичні жести, спроби ламати реальні кордони картини чи площини рельєфів. Все це притаманно і рельєфам на боках вази. Нептун спирається на велику морську мушлю, поряд з ним тритони в різноманітних позах, неспокійні і рухливі, як морські істоти, котрих витягли на берег. Морські істоти оплітають базу вази, вдираються нагору, а морські хвилі виплеснулись навіть на шию вази. На гребні хвилі сидить жіноча крилата фігура, яка слугує ручкою. Вся група пронизана таким бурхливим рухом, що дематеріалізує інертну поверхню вази, ігноруючи її реальні розміри. Погляд глядача настільки захоплений віртуозно створеним рельєфом, що глядач забуває по реальну вазу, декор якої — відбиток нової доби, що творчо переробила здобутки і античності, і відродження, і маньєризму.
Вази Сольдані виявились настільки вдалими, що їх прототип зі зміненим сюжетом повторили в золоченій теракоті («Ваза з Галатеєю»). Пізніше моделі Массіміліано Сольдані «Вази з Нептуном і тритонами» та «Вази з Амфітрітою і нереїдами» повторили в порцеляні на італійській порцеляновій мануфактурі Doccia.